# Menzel (Djerba)

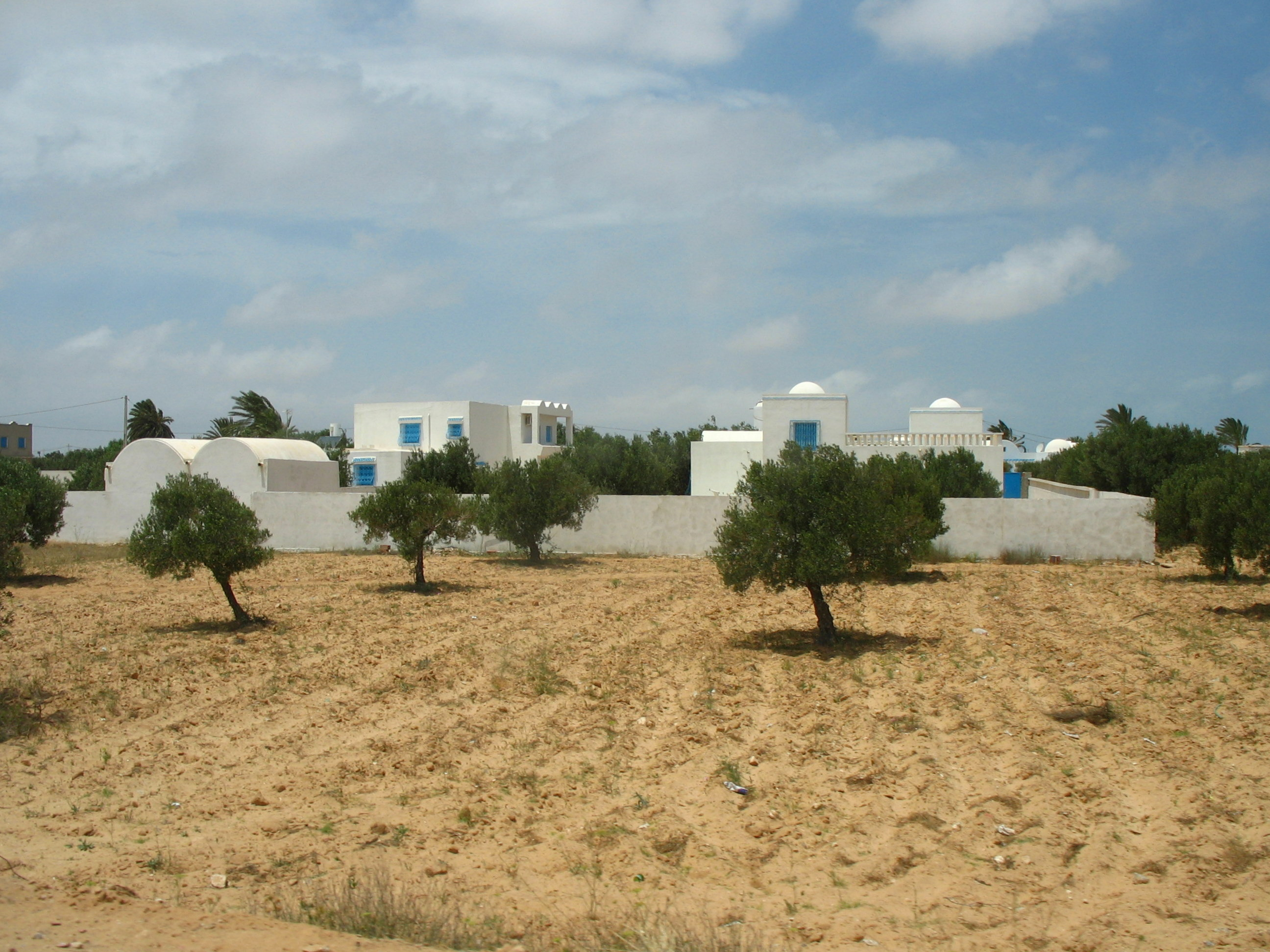
Vista exterior de um menzel

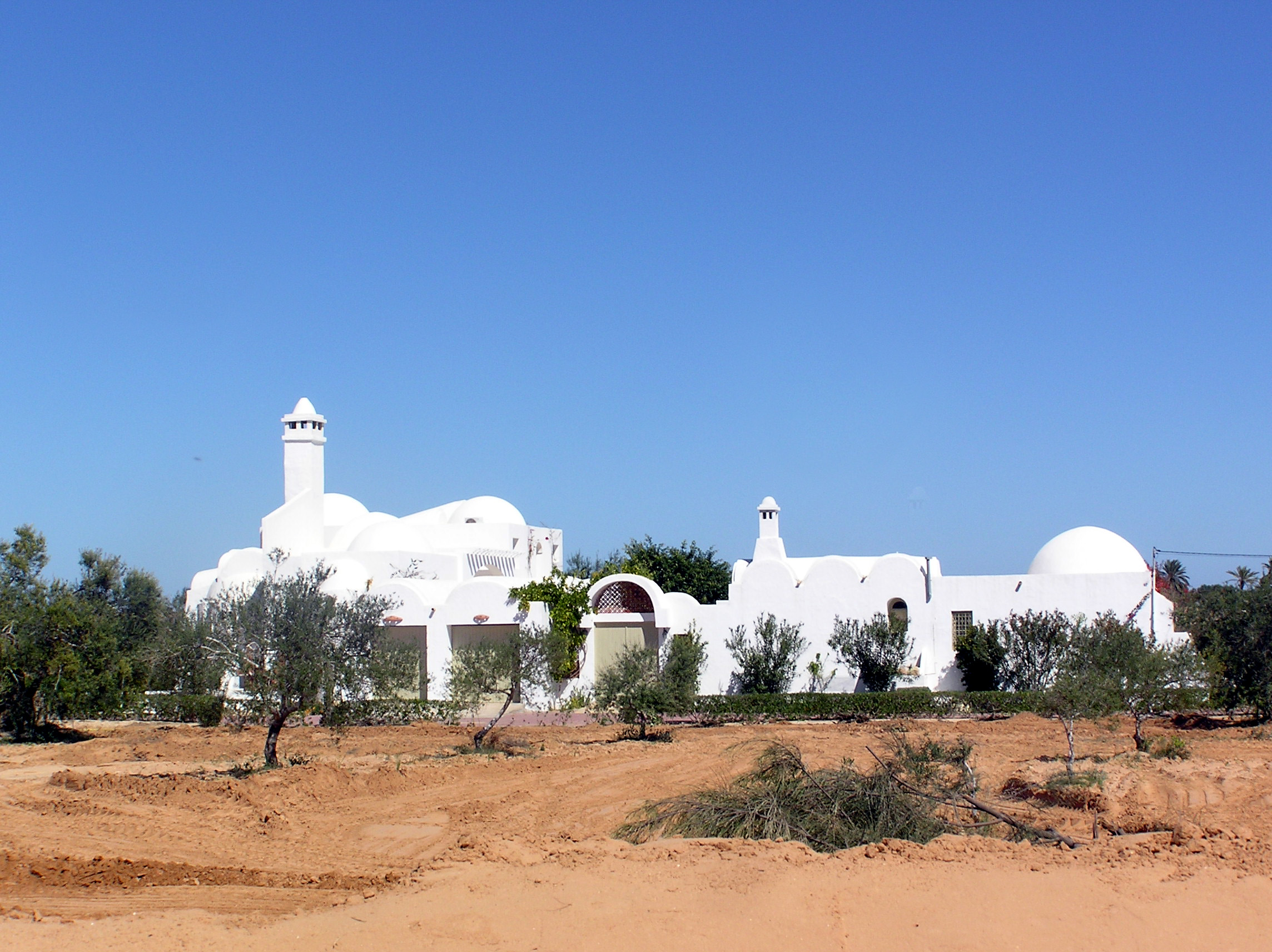
Outro menzel

Menzel (em árabe: منزل, lit. "vivenda"; pronunciado em árabe moderno como "manzul") é um tipo de habitação e propriedade agrícola típica da ilha tunisina de Djerba.
O conjunto espacial constituído pela habitação e parcelas agrícolas associadas é geralmente propriedade duma família alargada e tipicamente ocupa entre dois e cinco hectares plantados de palmeiras, oliveiras, árvores de fruto, sorgo, cereais e culturas hortícolas. Conforme a região onde está implantado, o menzel dispõe de um ou vários poços ou cisternas destinadas à irrigação dos campos.

## Descrição
Um menzel é formado por diversas unidades de habitação (o chamado  houch), rodeadas de pomares e terrenos agrícolas. Por vezes estão associadas ao menzel oficinas de tecelagem, celeiros, lagares de azeite (frequentemente subterrâneos). Cada menzel tem um número variável de poços ou cisternas e está rodeado de taludes (habia) com funções defensivas, onde são plantadas palmeiras, sebes de cactos (figueiras-da-índia), agaves e aloes que aumentam a privacidade e protegem contra as poeiras e invasão de areia. Geralmente é habitado por três gerações da mesma família.
Historicamente, e à semelhança das peculiares mesquitas de Djerba, os menzeis tinham funções defensivas e por isso têm características de pequenas fortalezas. Alguns estudiosos sugerem que a planta básica dos menzeis pode ter tido origem nos fortes dos limes (fronteiras fortificadas) romanas, que existiram no sul da Tunísia, nomeadamente o que é atualmente a província de Tataouine.

### Ohouch

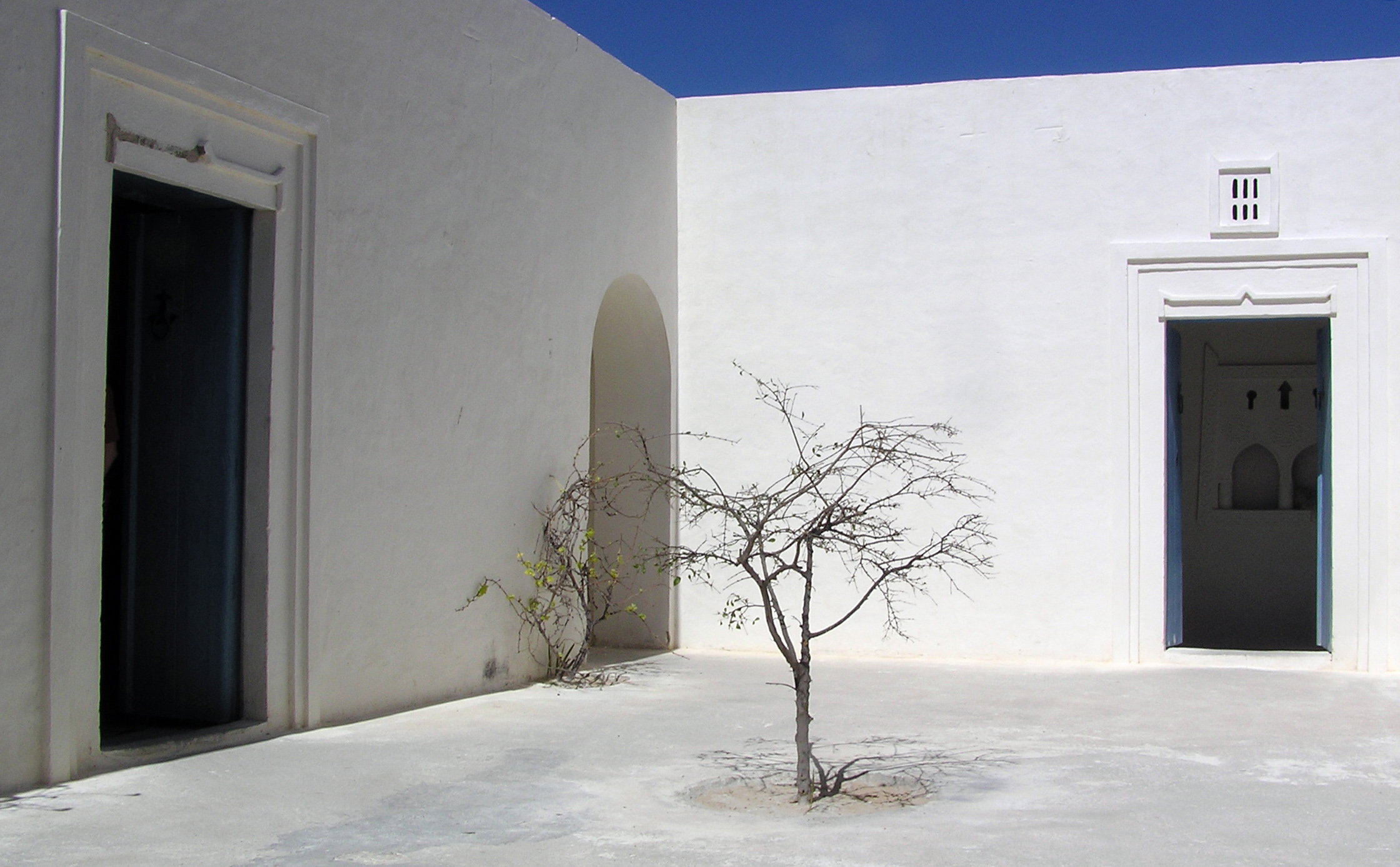
Pátio central dum menzel com uma planta de hena

Os houch, as áreas habitacionais do menzel, são quadradas ou retangulares, sem janelas para o exterior. As janelas abrem-se geralmente para um pátio interior, em redor do qual se encontram dois a quatro blocos habitacionais (dar) de tamanho variável, usualmente cobertos por abóbadas e cúpulas, o que constitui um isolamento térmico muito eficaz contra o calor. Os dar podem ser divididos por tabiques internos, portas, ou simples cortinas (kella), onde se encontram as chamadas sedda ou doukkana (quartos de dormir), magsoura (pequenos quartos), el-khzana (despensa) e mesthan ou moust-han (pequenos quartos de banho sem sanita). O doukkana, o quarto de dormir de inverno, tem o teto em abóbada e dispõe de uma ed-dokkana, uma plataforma elevada em forma de bancada, com cerca de 50 cm de altura, que serve de cama. Junto a uma das suas extremidades existe um nicho mural (taga) que serve de mesa de cabeceira. Num dos cantos há um pequeno oríficio para o exterior, o el-midhouaya, que permite ver o nascer do sol, ou seja, saber quando são horas de se levantar. O moust-han dispõe dum chuveiro rudimentar, constituído por um pote de barro (el-briq), pendurado entre duas estacas acima da altura da cabeça. Na el-khzana eram guardados azeite, tâmaras e cereais em grandes ânforas (sefri). No passado, os rapazes que se casavam obtinham o seu próprio apartamento no houch dos pais.

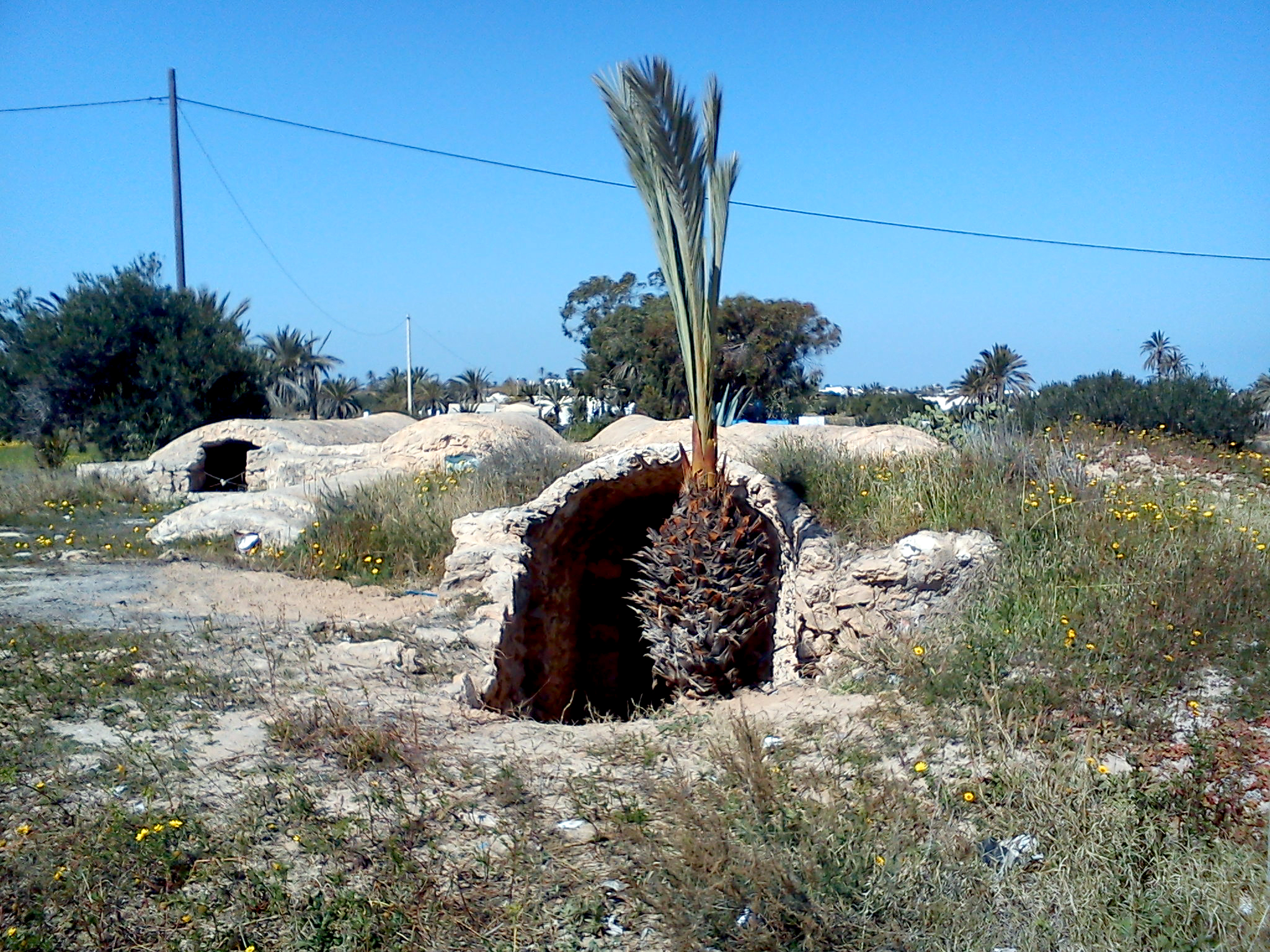
Lagar de azeite subterrâneo em ruínas

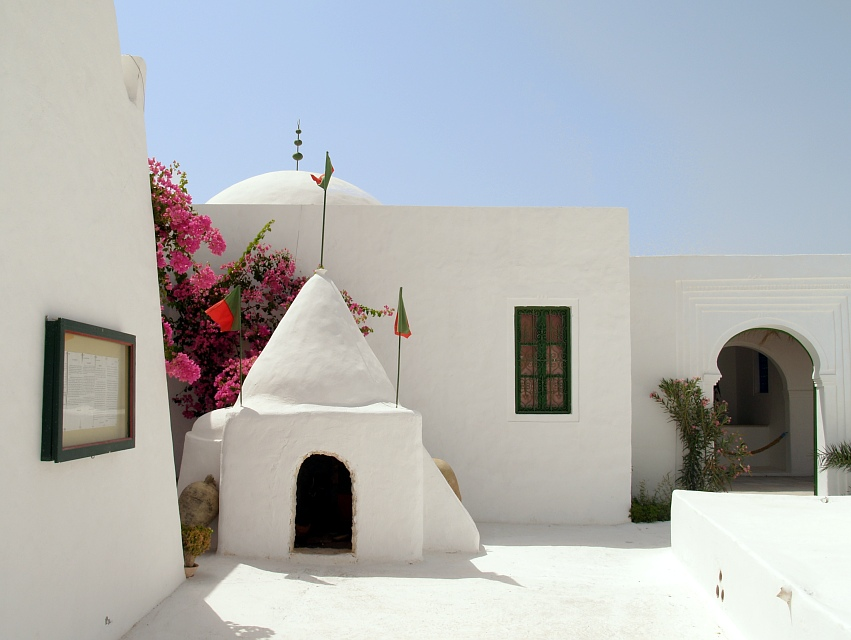
Reconstituição de parte de um houch tradicional no Museu de Guellala, cujo edifício tem a forma e estilo dum 'menzel gigantesco

A sqifa, situada na entrada, é a área do menzel onde se reúnem os seus habitantes e serve também para receber os vizinhos e os visitantes menos importantes. Para os visitantes mais importantes, as famílias mais abastadas dispõem em geral dum makhzin dhiafa, um bloco independente ou anexo ao houch, que frequentemente tem uma entrada para o exterior. Outra das partes do menzel é o khouss, uma construção em troncos de palmeira onde funcionam a cozinha e a casa de banho. A cozinha pode também ser uma parte de certa forma autónoma, recebendo então o nome de matbakh. A casa de banho com sanita tem o nome de knif ou mihadh. A área de lavagens, o houch el bir, onde se guardam os potes de água - geralmente salobra - que é usada nos trabalhos de lavagem que não incluem detergentes.
Em alguns casos, além destas partes o houch tem uma ou várias gorfas, torres ou blocos quadrados mais altos que o resto do houch, situados nos cantos deste. O acesso às gorfas é feito por uma escada interior rígida e sem corrimão, por baixo da pode existir um nicho profundo (el-mkhaba) onde era guardada a et-tass, uma pequena ânfora de gargalo largo onde se guarda a farinha de cevada usada como base da zammita (ou zommita), um dos pratos tradicionalmente mais consumidos em Djerba, principalmente ao pequeno-almoço. Durante a estação quente, as gorfas dos'menzeis são usadas como quartos de dormir devido à sua frescura. São as únicas partes do menzel que têm pequenas frestas viradas para o exterior, judiciosamente orientadas de forma a captar a brisa marítima, que refresca o interior.

### Mobiliário
O mobiliário é geralmente simples e austero. As camas são simples colchões colocados diretamente em cima de esteiras (h'sira) ou sobre estrados ou banquetas de alvenaria (sedda ou doukkana). Há arcas ou grandes potes para guardar a roupa, marfaa (espécie de cabides), sofra ou mida (espécie de mesas baixas onde se come sentado em esteiras ou almofadas compridas e baixas chamadas gaada). As reservas alimentares eram conservadas em grande potes de barro cozido (khabia, tass, zir ou sefri), fabricadas há séculos na aldeia de Guellala, de onde provém igualmente toda a loiça tradicional de Djerba.

### Cisternas
Tendo em conta a fraca pluviosidade (menos de 250 mm por ano) e a consequente falta de água potável, os djerbanos ganharam o hábito de construir cisternas para recolher e armazenar a água das chuvas através de implúvios. Há dois tipos de cisternas: as feskia ou fesghia e as majen ou majel. As primeiras são geralmente subterrâneas, de forma retangular ou quadrada e situam-se no exterior do houch. As segundas assemelham-se a enormes garrafões largos e abertos, e são construídas na maior parte das vezes dentro do pátio interior do houch. Os majen e as feskia recolhem a água da chuva que cai no teto das habitações, terraços e pátios, que todos os anos são caiadas com cal viva (jir) antes da estação húmida a fim de garantir alguma higiene. Este sistema de recolha de água pluvial já existia na época romana, tendo sido descobertas grandes cisternas na antiga cidade de Meninx. Em 1967 estimou-se em cerca de 1 000 000 m² a área usada por implúvios em Djerba.